# テレビジャパン
テレビジャパン（TV Japan）は、NHKコスモメディアアメリカが北アメリカで放送を行っていたテレビ局である。

## 概要
原則的にNHK（日本放送協会）の番組・民放の番組を組み合わせて放送している。また、NHK関連企業・現地の企業のコマーシャルも放送している。受信可能地域はアメリカ合衆国（ハワイ州、アラスカ州を含む）、プエルトリコ、カナダの一部で、CS放送のDirecTVおよびケーブルテレビで視聴可能。日本からの滞在者向けに契約しているホテルもある。
二ヶ国語放送実施（解説放送は未実施）。ステレオ放送（ハイビジョン放送開始以降。NHK制作の報道番組や、一部を除くCMはモノラル放送）。
しかし、近年日本語番組のインターネット視聴が増加しているなどの理由で2024年3月31日をもって放送を終了した。これに先立ち、同月20日に同チャンネルに代わる定額制動画配信サービスとして「Jme（ジェイミー）」の提供を開始した。

## 沿革
- 1991年4月1日 - ジャパン・ネットワーク・グループ(JNG)により、1日11時間で開局[2]。
- 1995年4月 - 24時間放送開始[2]。
- 1998年3月 - ディッシュ・ネットワークによる放送を開始。全米で視聴できるようになった。
- 1999年1月 - カナダにて、ケーブルテレビによる放送を開始。
- 2011年11月3日 - ニューヨーク市・ニュージャージー州のタイムワーナーケーブルにて、当局初のハイビジョン放送を開始。
- 2012年
  - 1月 - フジサンケイ・コミュニケーションズ・インターナショナル(FCI)の協力により、旧作アニメを除き長年放送がなかったフジテレビ系列の一部の番組を放送開始[3]。
  - 6月 - ディッシュ・ネットワークによる、全米でのハイビジョン放送を開始。
- 2018年4月 - ディッシュ・ネットワークによる衛星放送を終了し、 DirecTVによる衛星放送を開始[4]。
- 2024年
  - 3月20日 - 閉局に先立ち、同チャンネルの後継となる定額制動画配信サービス「Jme」の提供を開始[1][2]。
  - 3月31日 - 閉局[1]。

## 主な番組
NHKワールド・プレミアムと同じく、放送権の都合により、番組の一部が改変され、あるいは番組その物が放送されないことがある。
例えばニュース番組の中で海外の放送局(例：アメリカABC)から提供された映像を使用する場合、その映像は日本国内のみの放送しか許可されていないので静止画で置き換える「フタかぶせ」と呼ばれる処理を行って放送される。このため、視聴地域の時差と相まって、ニュース番組でもリアルタイムでない場合がある。NHK以外の放送局で制作された番組は、放映権の確認に手間取るため、日本の放映からかなり遅れて放送されることが多かったが、近年は約１週間の遅れで放送される番組が多い。これらの番組も権利の都合により一部が改変される。

### 独自放送
- テレビジャパンCLUB：土曜本放送(東海岸12時台～西海岸9時台)、同日再放送(東海岸19時台～西海岸16時台)。主に番組紹介、ニューヨークの町紹介、など。
- 天気予報（1日数回。Wakunaga of America（湧永製薬の現地法人）またはヤマト運輸がスポンサー）
- 海外子女･帰国子女（玉川学園が不定期で放送している）

### NHKの番組

#### 日本と同時放送
- NHKニュースおはよう日本(日本時間6時台前半・7時台。時期により時差放送となる場合がある)
- NHKニュース(日本時間正午)
- BSニュース(一部時間帯のみ。録画になる場合もあり)
- NHKニュース7（時差放送の場合あり。再放送あり）
- ニュースウオッチ9（時差放送の場合あり）
- 大相撲中継
- 高校野球中継
- 国会中継
- 衆議院議員総選挙、参議院議員通常選挙開票速報
- NHK紅白歌合戦（2010年より。CM付き再放送あり。以前は録画放送のみ）
- ゆく年くる年
- その他、NHKで事件事故や政治関連の記者会見等により緊急特別番組が放送される場合、予定の番組を中止または延期し生放送する場合あり。
- 東日本大震災が発生した2011年3月には、NHK総合テレビの放送を報道番組以外の番組（連続テレビ小説など）を含めて同時放送した。
- FIFAワールドカップやオリンピックの国際映像に関しては、北米の中継権を試合映像の一部分のみであっても特定の放送事業者が独占している都合上、基本的に生中継やニュース映像をそのまま表示することができない。そのため、日本で生放送されたものを北米向けに編集して1時間遅れで放送することがある。

ワールドカップ予選では2005年6月に2試合（バーレーン対日本戦、北朝鮮対日本戦）を録画中継した。
オリンピックの場合、2004年のアテネオリンピックで初めて、独自のダイジェスト番組において一部の映像を放送することができた。
ちなみに、他チャンネル（UTBなど）で日本からのニュースが流される場合、オリンピックの部分は止め絵（写真と音声のみ）に差し替えられる。この「止め絵」については、中国語ニュースやハングルニュースでも同様である。

#### 録画放送・レギュラー番組

##### ニュース・報道
- 海外安全情報
- TODAY'S ASIA VISION
- WHAT'S ON JAPAN
- あさイチ
- ニュースチェック11
- NHKスペシャル(アメリカでの著作権上の問題がある場合、放送中止となる)
- サタデースポーツ、サンデースポーツ2020(著作権の都合上、一部カットされる場合あり)
- 国際報道20xx(xxは西暦の下2桁。著作権の都合上、一部カットされる場合あり)
- 首都圏情報 ネタドリ!
- 週刊まるわかりニュース
- NHK週刊ニュース（終了）
- 週刊こどもニュース（終了）
- お元気ですか日本列島（打ち切り）(14時台の1時間分のみ)
- 生活ほっとモーニング（終了）(8～9時台分のみの50分間。日本での放送時間が短縮された場合その分のみ)
- ワールドWaveトゥナイト（終了）

他

##### 政治･経済
- 日曜討論
- くらしと経済
- 経済羅針盤
- 経済最前線（終了）
- TOKYOマーケット情報

##### ドキュメンタリー
- プロジェクトX〜挑戦者たち〜（終了）
- その時歴史が動いた
- クローズアップ現代（同時放送）
- 課外授業 ようこそ先輩
- 地球だい好き 環境新時代
- にんげんドキュメント
- あの日 昭和20年の記憶
- 百歳バンザイ

他

##### 子供・幼児
- にほんごであそぼ
- ピタゴラスイッチ
- いないいないばあっ!
- 英語であそぼ
- おかあさんといっしょ
- みいつけた!
- クインテット
- フックブックロー
- ひとりでできるもん!（終了）
- 天才てれびくんシリーズ（MAX時一時期放送休止）

##### 教養
- ためしてガッテン
- 難問解決!ご近所の底力（終了）
- テレビ体操
- サイエンスZERO
- 英語でしゃべらナイト
- 100語でスタート!英会話
- 名作平積み大作戦
- 知るを楽しむ
- あの人に会いたい
- 趣味悠々
- きょうの料理（ビギナーズも放送）

他

##### 旅・紀行
- シリーズ世界遺産100
- 鶴瓶の家族に乾杯
- 地球・ふしぎ大自然
- 小さな旅
- ふだん着の温泉
- 列島縦断 鉄道12000キロの旅 ～最長片道切符でゆく42日～

##### ドラマ
- 大河ドラマ(日本と同日付の日本語のみの放送と、約3ヶ月遅れの英語字幕付き放送)
- 朝の連続テレビ小説(日本での放送から2時間以内の時差放送。24時間以内に2回再放送あり)
- BS時代劇
- 中学生日記（終了）
- ドラマ10
- 土曜ドラマ
- 宮廷女官チャングムの誓い(冬のソナタの後番組)(終了)
- 蒼穹の昴（終了）

他

##### 音楽
- NHKのど自慢
- MUSIC JAPAN
- ポップジャム（終了）
- BEAT MOTION（終了）
- ザ少年倶楽部
- NHK歌謡コンサート
- 熱唱オンエアバトル（終了）
- J-MELO
- みんなのうた
- みんなの童謡
- 音楽夢くらぶ（終了）

##### バラエティ
- たべもの新世紀（終了）
- バラエティー生活笑百科
- ひるブラ
- 金曜バラエティー
- スタジオパークからこんにちは
- お昼ですよ!ふれあいホール（終了）
- 発見ふるさとの宝
- ふるさと皆様劇場
- コメディー道中でござる（終了）
- トップランナー
- オンバト+（前身の爆笑オンエアバトルも放送）
- 東京カワイイ★TV
- セカイでニホンGO!

他

##### アニメ
- おじゃる丸（それいけ!アンパンマンの放送により打ち切り）
- 忍たま乱太郎（打ち切り）
- 青いブリンク（終了）
- MAJOR第1シリーズ（2011年7月-2011年12月）、第2シリーズ（2012年4月-）

他

#### スポーツ・特別イベント
- NHKプロ野球(主に総合テレビで放送された場合)
- Jリーグ中継(主に総合テレビで放送された場合)
- NHK杯国際フィギュアスケート選手権大会
- 高校野球中継(決勝のみ録画中継の場合あり)
- 全国高等学校駅伝競走大会（男子・女子）
- 全国都道府県対抗駅伝競走大会（男子・女子）
- びわこ毎日マラソン
- チアリーディング日本選手権大会
- 全日本エアロビクス選手権、全日本ダンス選手権

他

#### その他
- Begin Japanology (NHKワールドTV、ラジオジャパン共通)
- journeys in japan（NHK BS1）
- パチンコ勝ち台実戦チェック! (MONDO TV)
- JK ミステリ 巡礼 (MONDO TV)
- 川島令三&向谷実の鉄道マニア倶楽部 (MONDO TV)
- ガールズパチンコリーグ (MONDO TV)
- The MONDO Times (MONDO TV)
- みうらじゅん&山田五郎の男同志 (MONDO TV)
- CASINO☆Grand Prix (MONDO TV)

他

### 民放の番組
全て録画(番組販売)である。番組は一部を除き再放送されている。ここでは過去数年内に放送されたものも含め記載する。

#### ドラマ
- アタックNo.1(テレビ朝日系)
- エースをねらえ!(テレビ朝日系)
- 相棒シリーズ(テレビ朝日系)
- 黒革の手帖(テレビ朝日系)
- しあわせのシッポ(TBS系)
- おとうさん(TBS系)
- 女と愛とミステリー(テレビ東京系)
- 流星の絆（TBS系）
- 怪物くん（日本テレビ系）
- Mother（日本テレビ系）
- 高校生レストラン（日本テレビ系）
- マルモのおきて（フジテレビ系）
- 全開ガール（フジテレビ系）
- 家政婦のミタ（フジテレビ系）
- 謎解きはディナーのあとで（フジテレビ系）
- きょうは会社休みます。（日本テレビ系）
- Nのために（TBS系）
- まっしろ（TBS系）
- DOCTORS〜最強の名医〜シリーズ（テレビ朝日系）

他

#### バラエティ番組
- 土曜スペシャル(テレビ東京系)
- 芸能人格付けチェックシリーズ（ABC・テレビ朝日系）
- 笑点(日本テレビ系) 約3ヶ月遅れ
- 大改造!!劇的ビフォーアフター（ABC・テレビ朝日系）（終了）
- ミュージックステーション（テレビ朝日系）（隔週）約1週間遅れ
- ペット大集合!ポチたま(テレビ東京系)（終了）
- どっちの料理ショー(読売テレビ)（終了）
- アメトーーク！（テレビ朝日系）（2010年10月-6か月限定）
- さんまのスーパーからくりTV（TBS系）（終了）
- ペケポン（フジテレビ系）（終了）
- VS嵐（フジテレビ系）
- 嵐にしやがれ（日本テレビ系）（終了）
- 天才!志村どうぶつ園（日本テレビ系）（終了）
- 世界の果てまでイッテQ!（日本テレビ系）

他

### 映画
テレビジャパン　シネマシアターとして主に邦画を単発放送。英語字幕付き。再放送あり。放送日はアメリカ国内の祝日か週末。
原則として放送順
- 男はつらいよ（1969年）及びそのシリーズ
- 釣りバカ日誌シリーズ
- ユキエ（1997年）
- 里見八犬伝（1983年）
- 壬生義士伝（2003年）
- 黄泉がえり（2003年）
- ほたるの星（2004年）
- 鉄塔　武蔵野線（1997年）
- 白い巨塔（1966年）
- 人間の証明(1977年)
- フラガール（2006年）
- ドラえもん のび太のワンニャン時空伝（2005年）

他、2000年代・2010年代の映画など

### アニメ
- それいけ!アンパンマン（日本テレビ系）（2010年10月-、第1話から22年遅れで放送→2011年10月より約1年半遅れ）
- 名探偵コナン（読売テレビ・日本テレビ系）（スペシャルも数回に分けて放送）（約9年9ヶ月遅れ→2011年10月より約4年半遅れ）
- ちびまる子ちゃん（フジテレビ系）（2012年1月- 2009年1月放送分より）
- 赤毛のアン
- 黒子のバスケ（MBSテレビほか）
- ONE PIECE（フジテレビ系）（日本語版、英語字幕付き。英語版も現地のアダルトスイムにて放送中）
- ドラえもん（第1期、第2期）（テレビ朝日系）（2011年10月-2014年3月、2002年2月2日から一部を見送り2007年6月15日放送分まで、ディズニーXDに移動）

他